# PSA World Tour Finals der Damen 2023/24
Die PSA World Tour Finals 2023/24 der Damen fanden vom 18. bis 22. Juni 2024 in Bellevue, Washington, in den Vereinigten Staaten statt. Die 18. Austragung des Saisonabschlussturniers war Teil der PSA World Tour der Damen 2023/24 und mit 200.000 US-Dollar dotiert. Parallel fand das Saisonabschlussturnier der Herren statt.
Titelverteidigerin war Nouran Gohar, die das Turnier erneut gewann. Im Finale besiegte sie die Weltranglistenführende Nour El Sherbini mit 7:11, 11:2, 11:9 und 11:10.

## Qualifikation und Modus
Die Gewinnerinnen aller Turniere der Kategorie PSA World Tour Platinum der Saison 2023/24 waren direkt qualifiziert. Alle Plätze, die durch mehrfache Titelträgerinnen übrig blieben, gingen an die nächste Spielerin in der Punkterangliste. Direkt qualifiziert war außerdem die amtierende Weltmeisterin, in diesem Jahr Nouran Gohar. Qualifizierte Spielerinnen sind fett markiert.
| #  | Spielerin               | Punkte | Turniere | Platinum-Siege |
| -- | ----------------------- | ------ | -------- | -------------- |
| 1  | Nour El Sherbini        | 23.550 | 12       | 4              |
| 2  | Nouran Gohar            | 18.420 | 11       | 2              |
| 3  | Hania El Hammamy        | 15.740 | 11       | 2              |
| 4  | Olivia Weaver           | 11.710 | 16       |                |
| 5  | Georgina Kennedy        | 11.625 | 16       |                |
| 6  | Nele Gilis              | 11.030 | 15       |                |
| 7  | Nour El Tayeb           | 10.695 | 14       |                |
| 8  | Tinne Gilis             | 10.325 | 15       |                |
| 09 | Salma Hany              | 8.175  | 16       |                |
| 10 | Rowan Elaraby           | 8.035  | 15       |                |
| 11 | Sivasangari Subramaniam | 7.595  | 15       |                |
| 12 | Amina Orfi              | 6.645  | 14       |                |
| 13 | Amanda Sobhy            | 6.260  | 5        |                |
| 14 | Sarah-Jane Perry        | 5.820  | 17       |                |
| 15 | Fayrouz Aboelkheir      | 5.340  | 16       |                |
| 16 | Sabrina Sobhy           | 5.120  | 13       |                |

Die Vorrunde wurde in zwei Gruppen mit je vier Spielerinnen im Best-of-three-Format ausgetragen. Für einen 2:0-Sieg wurden vier Punkte, für einen 2:1-Sieg drei Punkte und für eine 1:2-Niederlage ein Punkt vergeben. Bei Punktgleichheit entschied der direkte Vergleich. Waren drei oder mehr Spielerinnen am Ende punktgleich, zählte das Verhältnis der gewonnenen Einzelpunkte. Die Gruppensiegerinnen und -zweiten zogen ins Halbfinale ein, das ebenfalls im Best-of-three-Format gespielt wurde. Das Finale wurde über drei Gewinnsätze ausgetragen. Zudem wurde wie im Vorjahr in allen Begegnungen statt wie üblich, beim Stand von 10:10 einen Tie-Break mit Zwei-Punkte-Abstand zu spielen, ein sogenannter Sudden Death gespielt. Die Partie endete mit dem nächsten erzielten Punkt.

## Preisgelder und Weltranglistenpunkte
Bei dem Turnier wurden die folgenden Preisgelder und Weltranglistenpunkte für das Erreichen der jeweiligen Runde ausgezahlt bzw. gutgeschrieben. Die Beträge sind nicht kumulativ zu verstehen. Das Gesamtpreisgeld betrug 200.000 US-Dollar.
| Runde          | Preisgeld |
| -------------- | --------- |
| Sieg           | 57.000 $  |
| Finale         | 38.000 $  |
| Halbfinale     | 23.750 $  |
| Gruppendritter | 14.250 $  |
| Gruppenvierter | 9.500 $   |

| Runde                 | Punkte   |
| --------------------- | -------- |
| Sieg                  | + 1000 1 |
| Finale                | + 550    |
| Halbfinale            | + 200    |
| Gruppenphase pro Sieg | + 150    |

 1 Blieb die Gewinnerin ungeschlagen, erhielt sie einen Bonus von zusätzlichen 150 Punkten.

## Finalrunde

### Gruppenphase

#### Gruppe A

##### Tabelle
| Pos. | Setzliste | Spielerin        | Spiele | Sätze | EP    | Punkte |
| ---- | --------- | ---------------- | ------ | ----- | ----- | ------ |
| 1    | 1         | Nour El Sherbini | 3:0    | 6:1   | 76:40 | 12     |
| 2    | 6         | Nele Gilis       | 2:1    | 4:3   | 53:61 | 7      |
| 3    | 4         | Olivia Weaver    | 1:2    | 4:4   | 70:75 | 6      |
| 4    | 8         | Tinne Gilis      | 0:3    | 0:6   | 43:66 | 0      |

##### Ergebnisse
| Spielerin        | Spielerin     | Ergebnis          |
| ---------------- | ------------- | ----------------- |
| Nour El Sherbini | Nele Gilis    | 11:3, 11:2        |
| Olivia Weaver    | Tinne Gilis   | 11:9, 11:8        |
| Nele Gilis       | Tinne Gilis   | 11:9, 11:4        |
| Nour El Sherbini | Olivia Weaver | 11:4, 10:11, 11:7 |
| Nour El Sherbini | Tinne Gilis   | 11:4, 11:9        |
| Olivia Weaver    | Nele Gilis    | 9:11, 11:4, 6:11  |

#### Gruppe B

##### Tabelle
| Pos. | Setzliste | Spielerin        | Spiele | Sätze | EP    | Punkte |
| ---- | --------- | ---------------- | ------ | ----- | ----- | ------ |
| 1    | 2         | Nouran Gohar     | 3:0    | 6:0   | 66:38 | 12     |
| 2    | 3         | Hania El Hammamy | 2:1    | 4:3   | 66:62 | 7      |
| 3    | 5         | Georgina Kennedy | 1:2    | 2:4   | 54:56 | 4      |
| 4    | 7         | Nour El Tayeb    | 0:3    | 1:6   | 44:74 | 1      |

##### Ergebnisse
| Spielerin        | Spielerin        | Ergebnis         |
| ---------------- | ---------------- | ---------------- |
| Hania El Hammamy | Nour El Tayeb    | 8:11, 11:9, 11:5 |
| Nouran Gohar     | Georgina Kennedy | 11:7, 11:10      |
| Georgina Kennedy | Nour El Tayeb    | 11:8, 11:4       |
| Nouran Gohar     | Hania El Hammamy | 11:9, 11:5       |
| Hania El Hammamy | Georgina Kennedy | 11:6, 11:9       |
| Nouran Gohar     | Nour El Tayeb    | 11:4, 11:3       |

### Halbfinale
| Spielerin        | Spielerin        | Ergebnis   |
| ---------------- | ---------------- | ---------- |
| Nouran Gohar     | Nele Gilis       | 11:9, 11:7 |
| Nour El Sherbini | Hania El Hammamy | 11:9, 11:9 |

### Finale
| Spielerin    | Spielerin        | Ergebnis                |
| ------------ | ---------------- | ----------------------- |
| Nouran Gohar | Nour El Sherbini | 7:11, 11:2, 11:9, 11:10 |